# Honegg
Die Honegg ist ein Höhenzug zwischen der Ortschaft Schwarzenegg in der Gemeinde Oberlangenegg und der Gemeinde Schangnau im Schweizer Kanton Bern. Sie erstreckt sich über rund 12 km aus südwestlicher Richtung in Richtung Nordost. Der höchste Punkt ist auf 1548 m ü. M.
Auf der Nordwestseite der Honegg steht einer der grössten zusammenhängenden Wälder des Kantons Bern. Auf der Südseite befinden sich die Gemeinden Eriz und Schangnau. Bis rund 1200 m ü. M. existieren zum grössten Teil Ganzjahreslandwirtschaftsbetriebe. Höher gelegene Weiden werden als Sömmerungsalpen genutzt.